# Chelifera defecta
Chelifera defecta är en tvåvingeart som först beskrevs av Friedrich Hermann Loew 1862.  Chelifera defecta ingår i släktet Chelifera och familjen dansflugor. Inga underarter finns listade i Catalogue of Life.